# Гуго де Бриенн
Гуго де Бриенн (фр. Hugues de Brienne; ок. 1240 — 9 августа 1296) — граф де Бриенн (с 1260/1261), граф Лечче (с 1268), 2-й сын Готье IV, графа де Бриенн, и Марии де Лузиньян, дочери Гуго I, короля Кипра.

## Биография
Гуго происходил из знатного шампанского рода де Бриенн, представители которого активно участвовали в Крестовых походах. Младший брат его деда, Иоанн (Жан) де Бриенн, был некоторое время королём Иерусалима, а затем императором Латинской империи. Благодаря этому отец Гуго, Готье IV де Бриенн, кроме владений во Франции (графство Бриенн в Шампани) получил владения в Иерусалимском королевстве — графство Яффы и Аскалона, а также женился на Марии де Лузиньян, дочери короля Кипра Гуго I. Он погиб в 1246 году, после чего французские владения унаследовал старший брат Гуго, Жан де Бриенн.
После смерти Жана около 1260/1261 года Гуго унаследовал графство Бриенн. Кроме того он предъявил права на родовые владения семьи в Южной Италии — княжество Таранто и графство Лечче, которые были конфискованы в 1205 году.
В 1264 году умерла Изабелла де Лузиньян, которая была регентшей королевства Кипр при малолетнем короле Гуго II. Поскольку Мария, мать Гуго, была старшей сестрой Изабеллы и, соответственно, Гуго был первым в списке наследников малолетнего короля, то Гуго предъявил права на то, чтобы самому стать бальи и регентом Иерусалима и Кипра. Однако Высший совет Кипра сделал выбор в пользу Гуго де Пуатье, сына Изабеллы и Генриха Антиохийского. Позже Гуго участвовал в защите земель Иерусалимского королевства от Бейбарса.
После смерти малолетнего короля Гуго II 5 декабря 1267 года возникла проблема наследования трона. Главным наследником короны был Гуго де Бриенн. Однако он в это время находился в Киликийской Армении и прав на престол не предъявил, поэтому королём был избран Гуго де Пуатье. Он был коронован в соборе Святой Софии в Никосии 24 декабря под именем Гуго III, при этом он принял родовое прозвание «Лузиньян».
Не получив кипрской короны, Гуго отправился в свои французские владения, а затем перешел на службу к Карлу I Анжуйскому, надеясь вернуть итальянские владения. В 1268 году он участвовал в кампании Карла против Конрадина Гогенштауфена, после разгрома которого Гуго был сделан капитаном-генералом Бриндизи, Отранто и Апулии, а также сеньором Конверсано. Он стал ярым сторонником анжуйцев в Южной Италии. Позже Карл передал Гуго и родовое графство Лечче.
В 1275 году Гуго при поддержке Карла Анжуйского организовал поход на Кипр, чтобы силой оружия отвоевать себе королевство, однако вмешался папа римский, в результате чего Гуго пришлось отменить поход.
После Сицилийской вечерни Гуго участвовал в войне против сицилийцев в составе армии Карла Салернского, наследником Карла I. В 1284 году он участвовал в сражении в Неаполитанском заливе, где армия Карла Салернского была разбита адмиралом Руджеро ди Лаурия, а сам Карл и большая часть его людей попали в плен. В числе пленников оказался и Гуго. Позже он был отпущен, однако в 1287 году опять попал в плен после того, как графский флот был разбит 23 июня Руджеро ди Лаурия. Для того, чтобы получить свободу, Гуго был вынужден оставить заложником своего сына Готье.
9 августа 1296 года Гуго был убит в битве при Гальяно против альмогаваров, его владения, а также претензии на Кипрское королевство унаследовал единственный сын Готье.

## Брак и дети
1-я жена: с 1277 года (Андравида) Изабелла де Ла Рош, дочь Ги I де Ла Рош, герцога Афинского, вдова Жоффруа де Бриера, сеньора Каритена. Дети:
- Готье V (ок. 1278 — 15 марта 1311), граф ди Лечче и де Бриенн с 1296, герцог Афинский с 1308
- Агнес (ум. 1305); муж: с 1297 Жан II Блондель (ум. 1324), граф де Жуаньи

2-я жена: с 1291 Елена Ангелина Комнина (ум. ок. 1294/1295), дочь Иоанна Дуки-Комнина-Ангела, деспот Фессалии и герцог Неопатраса, вдова Гильома I де Ла Рош, герцога Афинского. Дети:
- Жанна; муж: Никколо I Санудо (ум. 1341), герцог Наксоса